# Distance de Manhattan

Distance de Manhattan (chemins rouge, jaune et bleu) contre distance euclidienne en vert.

La distance de Manhattan,, appelée aussi taxi-distance, est la distance entre deux points parcourue par un taxi lorsqu'il se déplace dans une ville où les rues sont agencées selon un réseau ou quadrillage, à l'image de Manhattan. Cette distance fut définie par Hermann Minkowski. Un taxi-chemin est le trajet fait par un taxi lorsqu'il se déplace d'un nœud du réseau à un autre en utilisant les déplacements horizontaux et verticaux du réseau.

## Définition
Entre deux points A et B, de coordonnées respectives {\displaystyle (X_{A},Y_{A})} et {\displaystyle (X_{B},Y_{B})}, la distance de Manhattan est définie par :
{\displaystyle d(A,B)=|X_{B}-X_{A}|+|Y_{B}-Y_{A}|}
Autrement dit, c'est la distance associée à la norme 1.

## Propriétés
La distance de Manhattan entre deux points du réseau est égale au nombre de déplacements élémentaires horizontaux ou verticaux permettant de joindre ces deux points, indépendamment du chemin choisi, pourvu que ces déplacements élémentaires se fassent toujours dans le même sens. Ainsi, sur l'image de droite, la distance entre les deux points noirs, qu'on les joigne par les chemins rouge, bleu ou jaune, est identique (et égale à 12).

## Application
La distance de Manhattan est utilisée dans le domaine numérique pour sa capacité à donner des résultats relativement justes et rapides. En effet, elle ne travaille qu'avec des grandeurs entières qui permettent de minimiser le travail calculatoire exigé.
En biologie, elle permet de déterminer la proximité génétique ou selon des propriétés entre différentes espèces ou individus au sein d'une population, et de déterminer la probabilité d'appartenance d'un individu à un groupe en application avec l'algorithme des k plus proches voisins.